# Quanta Computer
Quanta Computer je tchajwanská společnost, která vyrábí notebooky a jinou spotřební elektroniku. Je největším světovým výrobcem notebooků, vyrábí asi jednu třetinu prodaných notebooků. Společnost byla založená v roce 1988, její tehdejší zakladatel Barry Lam je stále jejím prezidentem. Kromě na Tchaj-wanu společnost vyrábí také v Číně.
Společnost sama své výrobky neprodává koncovým zákazníkům pod svou značkou, mezi její zákazníky patří Acer, Apple, Cisco, Compaq, Dell, Fujitsu, Gateway, Hewlett-Packard, Lenovo, Sharp, Siemens, Sony, Sun Microsystems a Toshiba. Společnost také vyrábí superlevný notebook XO-1